# Fiction interactive

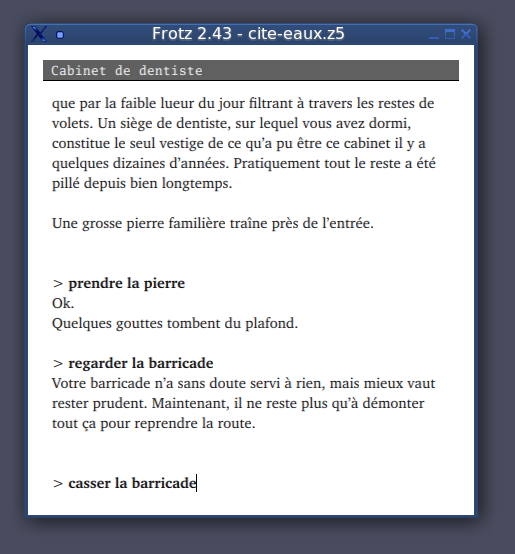
La Cité des eaux, un jeu en mode texte (2006), joué sur un interpréteur moderne.

Une fiction interactive désigne principalement les jeux informatiques représentés textuellement. Les termes aventure en mode texte ou aventure textuelle sont également fréquemment utilisés. La fiction interactive est un genre de littérature numérique.
Le jeu vidéo textuel est une modalité particulière de la fiction interactive et, historiquement, le terme dénote principalement les jeux vidéo qui réagissent aux commandes tapées par le joueur sur son clavier – jeux apparus avec l’arrivée de l’ordinateur personnel, au début des années 1970. De nos jours, le terme s’est étendu pour englober les fictions hypertextuelles et celles à choix multiples. Le genre est assimilé à de la littérature électronique, et a des liens de parenté avec les jeux de rôles et les livres-jeux.
Le terme « fiction interactive » est parfois également utilisé pour faire référence à des œuvres interactives basées sur la vidéo (film interactif).

## Définition
Dans les années 1980, la fiction interactive était appelée en France « aventure textuelle », « aventure en mode texte », ou plus simplement « jeu d’aventure ». Le terme « fiction interactive » dérive du terme historique anglais text adventures. Il est la traduction de l’anglais interactive fiction, terme attribué à Robert Lafore, et récupéré par Infocom, dans les années 1980, pour se démarquer des text adventures et faire ressortir le caractère littéraire de leurs productions.
Synonymes des « jeux d’aventure avec analyseur syntaxique », ces termes définissent aussi aujourd’hui les fictions hypertextuelles et celles à choix multiples.

## Historique

### Première fiction interactive
On a longtemps pensé que la première aventure textuelle à avoir été créée, diffusée en 1976 sur ARPANET, était le populaire The Colossal Cave. Cependant, en avril 2015, une copie du code de Wander – un logiciel de création de jeu créé par Peter Langston en 1974 dont on avait du mal à confirmer l’existence – fut retrouvée et mise en ligne,; le premier jeu l’exploitant s’appelait Castle.

### Colossal Cave Adventure
En 1972, William Crowther, un programmeur amateur de jeux de rôles et de spéléologie, travaillant chez Bolt, Beranek and Newman – une entreprise de Boston qui s’occupe des routeurs d’ARPANET –, développe sur le PDP-10, de BBN, un logiciel qu’il appelle Adventure ou The Colossal Cave.
Le jeu qui simule le déplacement d’un joueur dans une caverne, où il fait de nombreuses rencontres, affiche de nombreux messages textuels à l’écran. Le programme, codé en Fortran – langage peu adapté au traitement de chaînes de caractères –, nécessitait, pour être exécuté, près de 300 Ko de mémoire vive ; ce qui est colossal pour l’époque.
Quatre ans plus tard, Don Woods, un autre programmeur, découvre le jeu sur la machine de son entreprise et lui apporte, avec l’accord de Crowther, un certain nombre d’améliorations. Grand amateur de l’univers de Tolkien, il y introduit aussi certains de ces éléments comme des elfes, des trolls et un volcan.
La même année, Jim Gillogly, de la RAND Corporation, passe plusieurs semaines à porter le code — avec l’accord de Woods et Crowther — du Fortran vers le C, sous Unix.
« L’aventure dans un fauteuil » venait donc d’entrer dans le monde du jeu ; elle restait cependant encore limitée aux personnes qui avaient accès à un mini-ordinateur. Avec l’explosion de la micro-informatique, dès 1977, elle allait pouvoir partir à l’attaque d’un marché beaucoup plus vaste. Cette migration fut faite par Scott Adams.

### Le pionnier, Scott Adams
Un des programmeurs qui a eu l’occasion de s’enfoncer dans Colossal Cave, se nomme Scott Adams. Après une dizaine de jours de visite des souterrains, il résout le jeu entièrement et en devient grand maître ; une passion est née. Possesseur d’un TRS-80 et conscient que tout le monde n’a pas accès à un PDP 10, il décide de créer une aventure sur son micro-ordinateur. Subsiste le problème de faire rentrer une grande quantité d’informations dans le peu de mémoire dont disposent les machines de cette époque. C’est alors que, se rappelant qu’il a écrit de nombreux interpréteurs, il découvre que ce type de logiciel est exactement ce dont il a besoin. De plus, une fois l’interpréteur mis au point, il peut servir à nouveau pour d’autres aventures.
La série des aventures de Scott Adams — produites de 1978 à 1985 — est née. En 1979, Scott et Alexis Adams créeront la société Adventure International (1979-1986). Le premier interpréteur est écrit en BASIC, puis pour des raisons de lenteur, Adams le retranscrit en assembleur. Avec l'avènement des aventures graphiques, la série qui était alors entièrement textuelle, est mise à jour pour ce nouveau standard et compta jusqu’à douze aventures. Après cette migration réussie, le genre fut lancé et se répandit rapidement.

### Les jeux Infocom
En 1977, deux amis, Dave Lebling et Marc Blank, alors étudiants au Laboratory for Computer Science du Massachusetts Institute of Technology, découvrent Colossal Cave Adventure, le jeu de Crowther et Woods. Après avoir terminé l’aventure, ils sont rejoints par Tim Anderson et Bruce Daniels et se mettent à réfléchir à la conception d’un jeu similaire. Leur première production, Zork, voit le jour elle aussi sur un mini-ordinateur PDP 10 et se répand très rapidement par le réseau ARPANET. Le succès est immédiat et cette version, qui atteindra la taille d’un mégaoctet, énorme pour l’époque, connaîtra des mises à jour jusqu’en 1981,.
Leurs études arrivant à leur terme, les étudiants du Laboratory for Computer Science décident de rester ensemble et de former une compagnie. Infocom est finalement créé le 22 juin 1979 par Tim Anderson, Joel Berez, Marc Blank, Mike Broos, Scott Cutler, Stu Galley, Dave Lebling, J. C. R. Licklider, Chris Reeve et Al Vezza. Très rapidement l’idée de diffuser Zork leur vient à l’esprit, mais sa taille interdit le portage en l’état vers les micro-ordinateurs de l'époque, l’Apple II et le TRS 80, les cibles potentielles ne dépassant pas 16 Ko de RAM. Ils conçoivent alors un langage de programmation spécial, qui par l’intermédiaire d’un émulateur, qu’ils appellent Z-machine, peut fonctionner sur n’importe quel ordinateur,. Puis ils font quelques coupes et finissent par faire entrer le jeu dans les micros.
En novembre 1980, la nouvelle version – intitulée Zork I – est disponible pour PDP-11. Un mois plus tard, il sort sur TRS-80 et plus de 1 500 copies sont vendues entre cette date et septembre 1981. Cette même année, Bruce Daniels finalise la version pour Apple II et plus de 6 000 copies s’ajoutent aux ventes.
La société continue ses développements d’aventures textuelles, et entreprend en 1984 le développement de Cornerstone, un logiciel professionnel de base de données qui devait s’appuyer sur leur expérience avec l’analyse syntaxique. Cependant, le développement de cet outil consomma un grand nombre de ressources et d’argent venu des ventes de jeux ; certains attribuent la chute d’Infocom au développement trop coûteux de Cornerstone. D’autres facteurs, comme le rachat par Activision (qui imposa alors une plus grande cadence de production), et surtout le fait que Infocom n’ait cherché que trop tardivement à moderniser ses outils et la présentation de ses jeux, sont également cités. À partir de 1986, les ventes baissent ; en 1989, Infocom ne compte plus que 10 employés, alors qu’à son apogée, la société occupait jusqu’à 100 personnes au développement de ses jeux. Les produits développés après 1989, sous le nom d’Infocom, n'ont aucun lien avec l’équipe originale.

### Autres sociétés
Dans les années 1980, d’autres sociétés se lancèrent dans la production de fictions interactives, parmi lesquelles Legend Entertainment, Magnetic Scrolls (The Pawn) et Level 9 Computing (en) (Knight Orc).

### Nouvelles formes
Historiquement, la fiction interactive – concurrencée par les jeux d’aventure avec des graphismes – devint de moins en moins viable commercialement à partir de la fin des années 1980. C’est également à cette époque que se développent des outils dédiés à la conception d’aventures textuelles tel que TADS (1987), de Michael J. Roberts, Inform (1993), de Graham Nelson, Hugo, ADRIFT et Quest.
Ces outils furent utilisés par des amateurs qui continuèrent ainsi à faire vivre le genre en produisant de nombreux jeux ; la plupart furent publiés gratuitement sur Internet ou sur les newsgroups tel que rec.arts.int-fiction et rec.games.int-fiction.
Depuis 1995, il existe une compétition annuelle en anglais, Interactive Fiction Competition (en) (IFComp).
En 2009, Chris Klimas publie l’outil Twine qui facilite la création de fictions hypertextuelles. L’outil se propage et devient populaire à partir de 2012, notamment dans la scène queer avec le travail d’Anna Anthropy et de Porpentine. Le contexte est également favorable aux jeux vidéo indépendants, et des jeux comme Analogue: A Hate Story, de Christine Love, ou 80 Days de Inkle Studios, participent à un nouvel intérêt pour les jeux principalement basés sur le texte. Des éditeurs comme Inkle Studios, Tin Man Games, ou Choice of Games (en) commercialisent principalement des fictions interactives ou livres-jeu numériques.

## En France

### Années 1980
En France, l’histoire de la fiction interactive est très différente de celle des pays anglo-saxons. Les productions d’Infocom, considérées comme canoniques dans la culture anglo-saxonne, y ont été commercialisées, non traduites, sans grand succès.
Certains autres classiques anglophones y furent également commercialisés, dont les jeux de Sierra / On-Line Systems comme Mystery House (traduit en français) ; de Magnetic Scrolls comme The Pawn, par exemple, qui remporta le Tilt d’or 1986 des meilleurs graphismes ; ou encore ceux de Scott Adams – très populaires au début des années 1980 car facilement piratables.
À partir de 1984, le jeu d’aventure en mode texte « à la française » se développe grâce à certains studios emblématiques dont Froggy Software, qui vit le jour en 1984, et développa une dizaine de jeux sur Apple II et Macintosh, en français. On peut également évoquer Loriciels, Cobrasoft, Ère informatique, Lankhor et Ubi Soft.
Tout comme sur le marché anglophone, le genre devient moins populaire vers la fin des années 1980, certains critiques de magazines n’hésitant pas à le qualifier de vieillot. On attribue généralement ce revers de fortune à l’apparition des jeux en point-and-click. La présence sur le marché de matériels plus performants et de logiciels pourvus d’interfaces graphiques, rendirent les aventures textuelles beaucoup moins attractives face à des jeux en point-and-click.
Un petit groupe d’individus promeuvent et produisent, encore aujourd’hui, des jeux d’aventure textuels – amateurs et non commerciaux – basés essentiellement sur des logiciels tels que Twine, Inkle et le langage  Inform.

## Fictions interactives notables

### Années 1980

#### En anglais
- Colossal Cave Adventure (1976), fondateur du genre.
- Zork I (1979) et The Hitchhiker's Guide to the Galaxy (1984), les deux jeux les plus vendus de Infocom.
- Mystery House (1980), de On-Line Systems, qui lança le jeu d'aventure graphique.
- The Pawn (1985)

#### En français
- Le Manoir du Dr Genius (1983, Loriciels)
- 14 contre 1 (1986, Imedia)
- Sram (1986, ERE Informatique)
- Le Passager du temps (1987, ERE Informatique)
- La Secte noire (1989, Lankhor)

### Contemporains
- Spider and Web (1999), de Andrew Plotkin (dans le top 100 des meilleurs jeux vidéo selon PC Gamer en 2015[16])
- Aisle (1999), de Sam Barlow (une des fictions interactives les plus connues[17])
- 80 Days (2013), de Inkle Studios et Meg Jayanth (jeu vidéo de l'année 2014 pour le Time Magazine[18])
- Depression Quest (2013), de Zoë Quinn[19].
- Enterre-moi, mon amour (2016), de Florent Maurin[20].
- Hansel et Gretel : La Revanche, et Faute de Servo (2018, en français)[21].
- AI Dungeon 2 (2019), écrit en direct par une intelligence artificielle[22].

## Exemple de fiction interactive
Le joueur interagit avec le jeu par l’intermédiaire d'une ligne de commande dont l’invite est symbolisée par le signe >.
```
Ici

Vous êtes dans une grande pièce avec de hauts piliers.
Au nord, une porte imposante mène à Wikipédia.

>aller au nord
La porte est verrouillée.

>inventaire
Vous avez :
  une clé
  un chapeau (porté)

>déverrouiller la porte
Avec quoi voulez-vous déverrouiller la porte ?

>la clé
Vous déverrouillez la porte.

>entrer
La porte s’ouvre et vous entrez dans la bibliothèque Wikipédia.

Ailleurs

Wikipédia, l’encyclopédie libre !

    *** Vous avez gagné ***
```